# Барроу, Дин
Дин Оливер Барроу (англ. Dean Oliver Barrow, род. 2 марта 1951) — премьер-министр Белиза с 8 февраля 2008 по 12 ноября 2020 года, лидер Объединённой демократической партии Белиза с 1998.
Юрист по образованию. Член парламента с 1984, в 1984—1989 и 1993—1998 — министр иностранных дел, вице-премьер (с марта 1990) и атторней-генерал, во второй период также министр национальной безопасности, с 1990 — заместитель председателя ОДП. После поражения партии на выборах в 1998 сменил Мануэля Эскивеля на посту лидера партии. 7 февраля 2008 ОДП одержала победу на выборах, и на следующий день Барроу был назначен премьер-министром вместо Саида Мусы. 11 февраля при формировании правительства стал также министром финансов. Барроу — первый чернокожий премьер-министр Белиза. Женат, четверо детей.

## Семья
Барроу имеет четверых детей. Самым старшим является рэпер Джамаль «Shyne» Барроу, который родился 8 ноября 1978 года (Shyne родился вне брака, его мать — сестра политического коллеги Барроу, Майкла Финнегана). Его второй сын Анвар работает в кредитном учреждении. Его дочь Динн — юрист и проходит юридическую практику.
Барроу женился во второй раз 7 февраля 2009 (ровно через год после победы на выборах, которая сделала его премьер-министром) в Саванне (США) на своей давней подруге Ким Симплис. У них есть дочь, Салима.

## Образование
Барроу учился в Колледже Св. Майкла в Белизе, в Университете Вест-Индии (Барбадос; бакалавр права, 1973), в правовой школе Нормана Мэнли (Ямайка; свидетельство о юридическом образовании, 1975 год), на юридическом факультете Университета Майами (магистр права, 1981), и там же на факультете международных отношений.

## Работа юристом
Барроу был старшим юрисконсультом, считался одним из самых успешных адвокатов Белиза и выиграл нескольких громких дел. Он начал работу в юридической фирме своего дяди Дина Линдо в 1973 году и стал его партнёром в 1977 году. Позже он создал свою собственную юридическую фирму. Перед уходом в политику он был старшим партнёром в юридической фирме Барроу и Уильямс (с Родуэллом Уильямсом).

## Политическая карьера

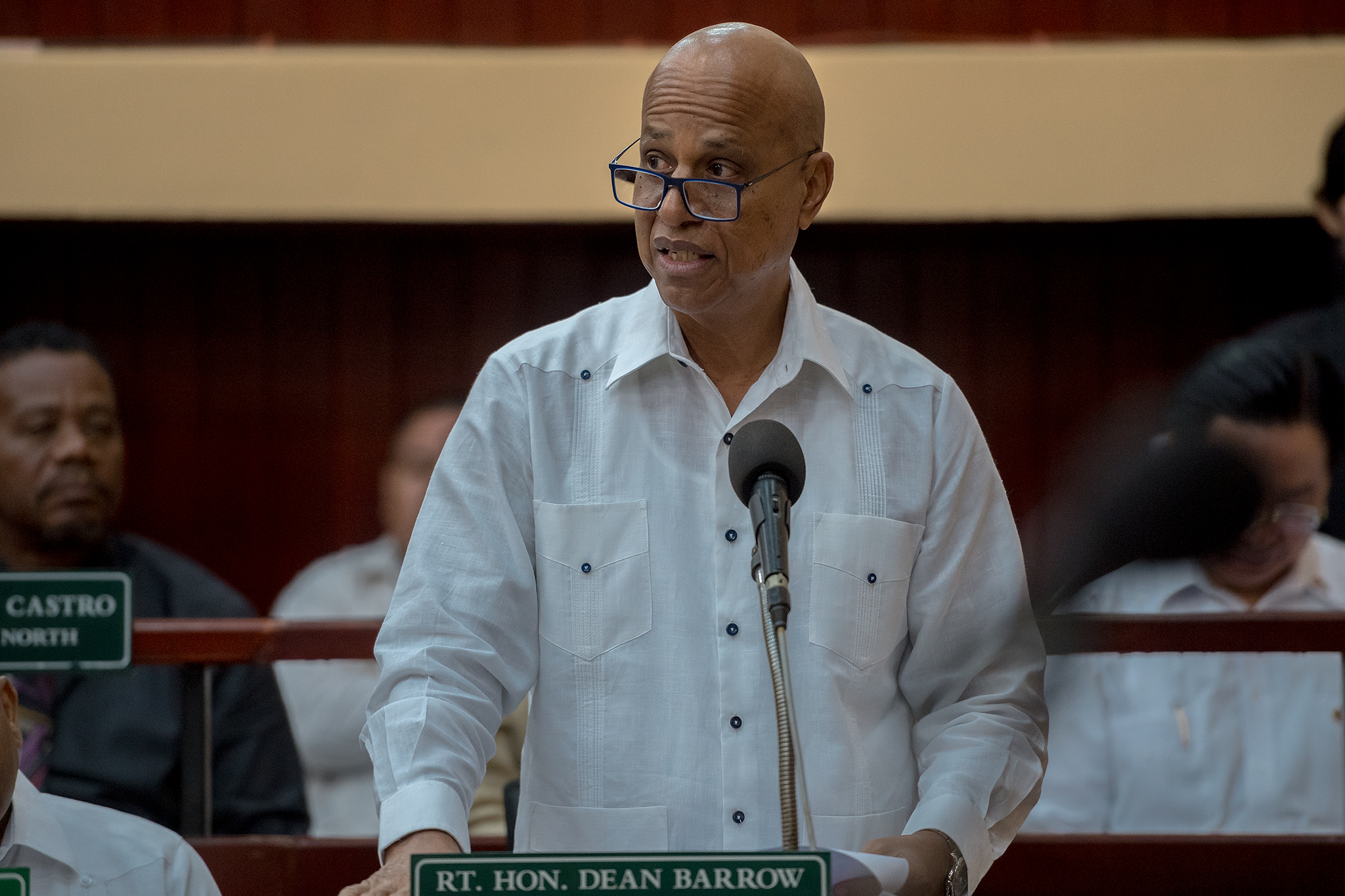
Дин Бэрроу обращается к Национальному собранию Белиза в Бельмопане в 2018 году

В 1983 году Барроу вошёл в политику в качестве кандидата на выборах в Совет города Белиз в декабре 1983 года, которые он выиграл. Затем он принял участие во всеобщих выборах в декабре 1984 года в качестве кандидата; по иронии судьбы, его противником был бывший коллега, депутат Ральф Фонсека. Барроу победил Фонсеку и стал генеральным прокурором, а позже министром иностранных дел.
В 1989 году в ходе всеобщих выборов Барроу победил Томаса Гринвуда, а его партия проиграла выборы. Барроу продолжал работать юристом. В 1990 году он стал заместителем лидера партии Мануэля Эскивеля после смерти Керла Томпсона. В 1993 году Барроу участвовал в своих третьих всеобщих выборах, он вернулся в кабинет министров в должности министра иностранных дел, а также был министром национальной безопасности. Недоброжелатели называли его в этот период «Министром всего», потому что он особенно выделялся в правительстве Эскивеля.
После выборов 1998 года, на которых он стал одним из трёх представителей UDP, сохранивших место в парламенте, Дин стал лидером партии и лидером оппозиции, заменив Мануэля Эскивеля на обеих позициях.

## Премьер-министр
Партия UDP выиграла, получив 25 из 31 мест в парламенте, в ходе всеобщих выборов, состоявшихся 7 февраля 2008, и Барроу был приведен к присяге в качестве премьер-министра 8 февраля. Он является первым чёрным премьер-министром страны. Он объявил состав своего кабинета 11 февраля.
7 марта 2012, на очередных всеобщих выборах, партия UDP, хоть и потеряла 8 мест, однако удержала большинство в парламенте и победила. Д. Барроу был приведён к присяге в качестве главы правительства на второй срок.

### Выход на пенсию в 2020 году
Ссылаясь на проблемы со здоровьем, Барроу первоначально сказал, что уйдет с поста премьер-министра не позднее конца 2019 года, и намекнул, что может сделать это раньше.
Однако 18 ноября 2018 года кабинет Барроу призвал его оставаться премьер-министром Белиза до следующих всеобщих выборов в Белизе, которые предварительно намечены на ноябрь 2020 года. Он сказал, что примет этот шаг.
Соглашение о назначении преемника Барроу лидером партии UDP было предварительно намечено на май 2019 года, но в августе 2019 года UDP перенесло эту дату на 9 февраля 2020 года.
В настоящее время есть два подтвержденных кандидата на съезд лидеров. Первый - заместитель премьер-министра Патрик Фабер, второй - министр национальной безопасности Джон Салдивар.
Барроу также откажется от своего места в Палате представителей на Королевской площади на следующих всеобщих выборах, поддержав свою сестру Дениз «Сестра B» Барроу, чтобы она сменила его.